# Allan Hellström
Karl Allan Hellström, född 27 oktober 1904 i Östra Ny socken, Östergötlands län, död 3 december 1984 i Östra Ny socken, Östergötlands län, var en svensk riksspelman. Han var tvillingbror till riksspelmannen Anselm Hellström.

## Biografi
Allan Hellström föddes 27 oktober 1904 på Hemmingstorp i Östra Ny socken. Han var son till hemmansägaren Otto Finnmark Hellström och Maria Sofia Magnusson.  Familjen flyttade 1910 till Toltorp i Häradshammars socken. Familjen bosatte sig 1925 på Lyngsjöhagen. Hellström blev 1982 på Zornmärkesuppspelningen i Linköping utnämnd till riksspelman och fick silvermedalj. Från Östergötland blev samma år hans bror Anselm Hellström och Karin Höglund riksspelmän. Hellström avled 3 december 1984 i Östra Ny.

## Diskografi
Hellström medverkade på följande skivor.
- 1982 – Låtar Från Östergötland av Folkungagillet, Linköping.
- 1993 – Föregångare II: Spelmansmusik av Musiknätet Waxholm.